# Твърдица
Вижте пояснителната страница за други значения на Твърдица.
Твърдѝца е град в Централна Южна България, Сливенска област. Градът е административен център на едноименната Община Твърдица. По данни на ГРАО към 15 юни 2023 г. в града живеят 6124 души по настоящ адрес и 6744 души по постоянен адрес.

## География
Градът е разположен на Републикански път I-6 в северната част на Твърдишката котловина, в подножието на Елено-Твърдишкия дял на Средна Стара планина, при излаза на Твърдишкия проход с живописните меандри на Твърдишката река. Проходът е и най-кратката връзка между Северна и Южна България: Нова Загора – Твърдица – Елена – Велико Търново. Общината обхваща северните склонове на Средна гора.. Намира се на юг е магистрала Тракия. В близост се намират Сливен, Бургас, Стара Загора и Нова Загора. Отстоянията до близките градове са приблизително: Бургас – 110, Пловдив – 150, Стара Загора – 60, Казанлък – 45, Сливен – 40, Русе – 150 км. През града минава подбалканската железопътна линия София – Бургас през Карлово.
На територията на общината са разположени връх Чумерна, част от язовир „Жребчево“, преминава река Тунджа. Градът разполага с индустриална зона. Понастоящем се акцентира върху развитието на туризма и селското стопанство.

## История
Счита се, че името на селището произлиза от намиращата се североизточно от града крепост – твърдина, днес наричана Градището. Разположена на 1500 м. от административния център върху землен рид, твърдината е заобиколена от река Твърдишка. Археологически проучвания през 2013/2014 г. разкриват части от сгради и обособена цитадела с вътрешната крепостна стена. Изграждането на зидовете е установено върху подравнена площ от камъни от разрушено съоръжение от периода V – VI в. Разкритите находки от керамика, предмети от въоръжението и снаряжението, монети, представят крепостта в м. Градището като място с активен живот в периода от края на XII – XIV в.
Това се потвърждава от факта, че името на твърдината се споменава през XIV век от византийския историк Мануил Фил, който възхвалява победите на византийския пълководец Михаил Глава Тарханиот (1300 г.), като е записано „И Червезища е свидетел за Твърдица, та всеки очевидец да узнае за това“. По средновековните карти (XVI – XVIII в) градът е отбелязван с името Verzaraz.
В Република Молдова понастоящем има град Твърдица, което е от изселници от гр. Твърдица по времето на турското владичество.

## Население
Численост на населението според преброяванията през годините:
| \| Година на преброяване \| Численост \| \| --------------------- \| --------- \| \| 1934 \| 3489 \| \| 1946 \| 4593 \| \| 1956 \| 5711 \| \| 1965 \| 7798 \| \| 1975 \| 7488 \| \| 1985 \| 7185 \| \| 1992 \| 7196 \| \| 2001 \| 6001 \| \| 2011 \| 5667 \| \| 2021 \| 5571 \| |           |
| Година на преброяване | Численост |
| 1934 | 3489      |
| 1946 | 4593      |
| 1956 | 5711      |
| 1965 | 7798      |
| 1975 | 7488      |
| 1985 | 7185      |
| 1992 | 7196      |
| 2001 | 6001      |
| 2011 | 5667      |
| 2021 | 5571      |

Етническият състав включва 4841 българи и 459 цигани.

## Религии
- Християнство – преобладаващо. През Средновековието в Твърдица е била основана богомилска общност, която е просъществувала до XIX век.

## Политика и икономика
Многопартиен, но изключително добре работещ общински съвет.
Там се добиват въглища, произвеждат се хубави хавлии и текстилната фабрика работи за шведската фирма ИКЕА и произвежда хавлиен текстил за хотелиерството.
Има добри предпоставки за развитие на туризъм в Средна гора, в Стара планина, около река Тунджа, на язовир Жребчево.

## Обществени институции
- Читалище „Св. св. Кирил и Методий“

## Забележителности
- Потопената църква – на територията на общината се намира един интересен феномен – потопената църква „Св. И. Рилски“ в язовир Жребчево, единственото, което е останало от потопените през 1965 г. села Запалня, Жребчево и Долни Паничарево. Църквата е устояла на времето и днес е една от атракциите, които будят интерес.

### Театри
Самодеен театър към читалище „Св. св. Кирил и Методий“. Самодейците са подготвили множество постановки. Например, „Завръщане към корена“ – изключително актуална в нашето съвремие.

### Музеи
В града има историческа изложба в Народно читалище „Св. св. Кирил и Методий“ и отделна етнографска сбирка. Функционира клуб по краезнание, който работи за събирането на фолклорното наследство на района.

## Редовни събития
- Традиционен християнски празник Вадене на кръста от река Твърдишка
- Традиционен турнир по ски свободно спускане за купа „Чумерна“ на община Твърдица, месец февруари – ежегодно. Организатор: ски дружество „Чумерна“ и община Твърдица
- Традиционен поход до връх Кутра на 3 март – ежегодно. Организатор Туристическо дружество „Чумерна“
- Ежегоден детски международен празник за пролетни игри и обичаи на Цветница, предхождан от тематична научна конференция
- Преглед на художествената самодейност в читалищата, месец май – ежегодно
- Ежегоден землячески събор в местността „Улищица“
- Ежегоден международен детски футболен турнир за купата на община Твърдица
- Ежегоден събор в местността „Сатма чешма“ – лобно място на Стоил войвода
- Ежегоден Общитвърдишки събор – „Хайдушка поляна“ – първата събота на месец август
- Рали за купата на гр. Твърдица – кръг от републиканския шампионат – 27 – 28 юли
- Фестивалът „Балканът пее и разказва“ се провежда в на ротационен принцип в балканските градове Елена, Дряново, Котел, Трявна, Твърдица и Гурково

## Личности
- Пейо Буюклията от кв. Козарево – хайдутин.
- Поп Нягол – виден представител на Твърдица. Борец за свобода, дарител.
- Поп Лука – виден представител на твърдишката общност, благодарение на който жп линията минава през Твърдица.
- Поп Паскал – съпроводил като водач керваните-преселници в Молдова, след оттеглянето на Дибич Задбалкански. Един от основателите на молдовска Твърдица.
- Георги Калинков – наследник на твърдишки род.
- Петко Петков – Азала – поет и общественик.
- Симеон Стойков – политик, депутат в Първото народно събрание.
- Петко Маринов – поет, символ на града.
- Николай Георгиев – политик от БЗНС, заслужил деятел по опазването на околната среда.
- Георги Йорданов – заместник-председател на МС от 29 април 1979 до 19 август 1987 г. и от 4 юли до 18 декември 1989 г., председател е на Съвета за духовно развитие при МС (от 1986) в правителството на Георги Атанасов, министър на културата, науката и просветата в правителството на Георги Атанасов от 19 август 1987 до 4 юли 1989 г., кандидат-член на Политбюро на ЦК на БКП от 1979 до декември 1989 г.
- Александър Александров – български актьор, кинокритик и преподавател по история на киното.
- Георги Гвоздейков[5] – инженер и политик от „Продължаваме промяната“.
- Петко Колев – борец за социална независимост, основател на първата партизанска дружинка в Сливенска област.
- Тодор Стоянов – родолюбив, изявен общественик и патриот. Автор на „Твърдица в миналото“.
- Димитър Рачков – актьор, почетен гражданин на град Твърдица.
- Димитър Станчев – оперен певец, почетен гражданин на град Твърдица.
- Илия Костов – режисьор, почетен гражданин на град Твърдица.
- Петко Петков – дарител на храм „Св. Архангел Михаил“, почетен гражданин на град Твърдица.
- Боян Михайлов – посланик и дипломат. Роден е през 1934 г. Завършил е журналистика в Софийския университет „Св. Кл. Охридски“ и преди да постъпи в Министерството на външните работи е бил редактор във в. „Септември“ (Ст. Загора) и кореспондент на БТА в Сливен и Ямбол. Бил е посланик в Ангола и Португалия, след като е заемал дипломотическа служба в легацията на България в Рио де Жанейро (Бразилия).

## Други
- Църква „Света Петка“ – паметник на културата със своите стенописи
- Пещера Мъгливия сняг – започва с пропаст над 100 м – проучена от спелеолози в частта си от 3500 м
- Скоковете – каскада от три водопада
- Градището – средновековна крепост – северно от града
- Хайдушка поляна – сборище на хайдушките чети през владичеството – Панайот Хитов, Пейо Буюклията, Злати Калъчлията и др.
- Орлов камък – мястото, на което е било старото селище Твърдица
- Ливадките – местност на билото на Балкана с езеро
- Скали Твърдица край остров Гринуич, Южни Шетландски острови са наименувани в чест на град Твърдица[6]

## Галерия
- Изглед към града
- Главният площад и сградата на общината
- Общинската управа
- Улица към Еленския проход
- Твърдишкият Балкан
- Храм „Св. Петка“